# Ahmed Zogu
Zogu I, właśc. Ahmed ben Zogu, Ahmed bej Zogolli, Ahmed beg Zogu (ur. 8 października 1895 w Burgajet, zm. 9 kwietnia 1961 w Suresnes) – albański polityk, król Albanii w latach 1928–1939.

## Wczesna kariera
Ahmed ben Zogu urodził się w 1895 roku jako syn Xhemala Pashy Zogu i Sadije Toptani we wpływowym rodzie albańskim. Jego ojciec był wpływowym przywódcą jednego z muzułmańskich klanów w północno-wschodniej Albanii – Mati.
W okresie I wojny światowej Albania oficjalnie zachowywała neutralność, aczkolwiek na jej terytoriach stacjonowały cudzoziemskie wojska. W tym czasie Ahmed Zogu opowiadał się po stronie Austro-Węgier. Po roku 1920, kiedy to została oficjalnie uznana niezależność Albanii, Zogu sprawował rozmaite funkcje w rządzie albańskim, mając poparcie bejów – posiadaczy ziemskich z południa i bajraktarów (wodzów plemiennych) na północy. Dość szybko Zogu został liderem reformistycznej Partii Narodowej i od 1922 roku premierem rządu.
23 lutego 1923 roku Zogu został postrzelony przez studenta Beqira Valteriego podczas kłótni przed parlamentem albańskim. Jego głównym oponentem politycznym był Fan Noli, który w 1924 roku sięgnął po władzę, obejmując urząd premiera. Zogu zdecydował wówczas o wyjeździe z kraju. Udał się do Królestwa SHS, jednak już w grudniu tego samego roku znów był w Tiranie, wraz z wspierającymi go oddziałami rosyjskich najemników (byłych białogwardzistów). W zamian za wsparcie obiecał rządowi SHS niewielki kawałek terytorium albańskiego wokół klasztoru św. Nauma nad Jeziorem Ochrydzkim.
Gdy Zogu ponownie objął władzę w kraju, większość działaczy opozycyjnych zdecydowała się na emigrację lub ukrywała się w górach. Nie uchroniło to ich jednak przed represjami, np. w Bari (Włochy) zastrzelony został Luigj Gurakuqi, a osaczony w ostępach górskich na północy Albanii Bajram Curri został zabity lub popełnił samobójstwo.

## Prezydentura
21 stycznia 1925 roku z inspiracji Zogu parlament albański ogłosił kraj republiką na wzór amerykański, natomiast już 31 stycznia Zogu został wybrany prezydentem. Ponieważ nowy prezydent praktycznie nie miał żadnych liczących się przeciwników politycznych, zakres jego władzy, ustanowiony na podstawie nowej konstytucji, był dość znaczny.
Mimo wszystko problemy, wobec których stanął nowy rząd, były liczne i bardzo trudne. Przede wszystkim państwu brakowało funduszy, nie tylko na normalny rozwój, ale na przeprowadzenie jakichkolwiek reform. Pieniędzy brakowało także na działanie aparatu państwowego oraz wojska. Zogu musiał nieustannie zabiegać o wsparcie lokalnych panów ziemskich i bejów. Udało mu się przynajmniej obudzić w nich poczucie przynależności do jednego narodu oraz współodpowiedzialności za kraj, ponieważ większość z nich na pierwszym miejscu stawiała dobro swojego klanu.
Aby nie stać się zakładnikiem wewnętrznych stronnictw politycznych, które nie zawsze mu były przychylne, Zogu zwrócił się do rządów Królestwa SHS i Włoch o pomoc. W latach 1926 i 1927 polityczne wpływy Włoch w kraju były już bardzo duże, pogłębiała się także zależność gospodarcza Albanii od sąsiednich państw.

## Król
Artykuł 141 konstytucji stanowił, że ustrój republikański państwa albańskiego nie może w żaden sposób ulec zmianie. W 1928 okazał się on martwą literą – w sierpniu rozpoczęła obrady Konstytuanta, 1 września przyjmując nową konstytucję, uchwalającą, że państwo albańskie jest monarchią demokratyczną, parlamentarną i dziedziczną. Na czele jako król (mbret) stanął Zogu. Aby ugruntować swe prawa do korony, ogłosił się spadkobiercą Skanderbega i przybrał imię Zogu I. Koronacja odbyła się w Krui, a nowy monarcha przysięgał na Biblię i Koran.
Nie odpowiadał przed żadnym organem władzy, a zarazem miał prawo kontrolować wszystkie. Do jego nowych prerogatyw należało prawo wydawania dekretów o charakterze politycznym i wojskowym.
Panowanie Zogu zagwarantowało Albanii stabilność polityczną, a nawet powolny rozwój. Przy pomocy włoskich kredytów państwo i armia zostały zreformowane. Zbudowano wówczas wiele nowych dróg oraz mostów, osuszano bagna, umożliwiając rozwój rolnictwa na zagospodarowanych terenach. Powiększała się natomiast zależność finansowa od Włoch, rządzonych podówczas przez Benito Mussoliniego. Mussolini dążył do ściślejszego powiązania Albanii z Włochami, mając na celu zwiększenie wpływów włoskich na Bałkanach.
27 kwietnia 1938 roku Zogu ożenił się z katoliczką, Geraldine Apponyi, zubożałą szlachcianką pochodzenia węgiersko-amerykańskiego. Ślub był wielkim wydarzeniem politycznym i obyczajowym (choć wywołał pewne wzburzenie wśród bejów, którzy niechętnie widzieli cudzoziemkę na tronie). Ceremonia zaślubin była podwójna – muzułmańska i katolicka. Do Tirany przyjechały tłumy zagranicznych gości, a europejscy dyktatorzy przysłali okazałe prezenty – Adolf Hitler białego mercedesa kabrioleta, Miklós Horthy cztery białe konie, a Benito Mussolini cztery miedziane wazy. Po ceremoniach w stolicy odbyły się prezentacje zespołów folklorystycznych i przemarsze młodzieży śpiewającej patriotyczne pieśni.
5 kwietnia 1939 królewskiej parze urodził się syn, Leka I Zogu.
Zaledwie dwa dni później, 7 kwietnia 1939 roku, wojska włoskie wkroczyły do Albanii. Kraj stał się włoskim protektoratem i częścią królestwa Włoch pod panowaniem Wiktora Emanuela III.
Zogu wraz z rodziną musiał schronić się w Grecji. Stamtąd przedostał się do Londynu, przejeżdżając także przez Polskę. Czas wojny spędził w Wielkiej Brytanii. 23 lutego 1946 roku dotarł do Port Said, witany przez króla Egiptu Faruka. Jego rezydencją w Egipcie była okazała willa w Ramleh. Po przewrocie politycznym w Egipcie i przejęciu władzy przez Nasera Zogu został pozbawiony przywilejów głowy państwa albańskiego, którymi cieszył się poprzednio. W sierpniu 1955 roku opuścił Egipt udając się do Cannes. Ostatnie lata życia spędził we Francji.
Ahmed Zogu zmarł 9 kwietnia 1961 roku we francuskim mieście Suresnes. Dwa dni później pochowano go na cmentarzu Thiais, niedaleko Orly. Uroczystość żałobną prowadził algierski mufti. Na nagrobku z szarego marmuru znajdowały się słowa Ojczyzna ponad wszystko. 17 listopada 2012 trumna z jego szczątkami powróciła do Albanii i spoczęła w mauzoleum w Tiranie.
Nazwisko Zog (z rodzajnikiem: „Zogu”) oznacza po albańsku „ptak”. Ahmed Zogu jest notowany w Księdze rekordów Guinnessa jako największy palacz wszech czasów (wypalał ponoć 240 papierosów dziennie).